# 逆变焊机
逆变焊机（英語：或）是将交流电整流变为直流电后逆变为中频交流电，再经变压器降压和二次整流后输出的焊接电源。
舊式的弧焊设备一般是工频（中国 50HZ，国外有60HZ,及100HZ等），这种焊机的最大缺点是电弧的过零时间长，电弧不够稳定。逆变焊机通过将工频电流升至5000HZ以上，从而达到减少过零时间，稳定电弧，提高电弧的吹力。
常见的逆变焊机有晶闸管斩波式和IGBT式两种，